# Нестеренко Василь Ігорович
Василь Ігорович Нестеренко (нар. 28 лютого 1967, Павлоград, Дніпропетровська область, УРСР) — російський живописець українського походження. Внесений до Чорного списку Міністерства культури України, як один з підписантів листа на підтримку політики президента Росії Володимира Путіна щодо військової інтервенції в Україну.
Академік Російської академії мистецтв (2007; член-кореспондент з 2001). Народний художник Російської Федерації (2004). Лауреат премії ФСБ Росії (2010). Член Спілки художників Росії з 1995 року.

## Життєпис
Василь Нестеренко народився в 1967 році в місті Павлограді в Україні , в родині геологів. Коли Василю виповнилося вісім років, сім'я переїхала в Москву.